# Wien Liesing
Wien Liesing (niem: Bahnhof Wien Liesing) – stacja kolejowa w Wiedniu, w dzielnicy Liesing, w Austrii. Jest regionalnym węzłem komunikacyjnym w południowym Wiednia. Stacja znajduje się wraz z parkingiem Parkuj i Jedź na Liesinger Platz i została zbudowana w 1931. W jego pobliżu są inne budynki użyteczności publicznej, takich jak Urząd dzielnicy Liesing, dom zgromadzenia oraz Pałac Liesing. Na terenie dawnego browaru Liesing w 2010 otworto centrum handlowe "Riverside" również znajdujące się w pobliżu. 
Stacja podzielona jest na część pasażerską i towarową, pociągi towarowe tworzona są na południe od stacji. Ze względu na położenie w pobliżu granic miasta, jest ostatnią stacją na Südbahn, znajdującą się w strefie miejskiej Wiednia. Stacja jest obsługiwana przez pociągi S-Bahn i część regionalnych linii kolejowych (Wieselzug), nie jest obsługiwana przez pociąi dalekobieżne.

## Historia
Gmina Liesing została włączona w 1841 roku jako część "Wien–Gloggnitzer Bahn" do Südbahn. Od 1883 roku stacja służy jako punkt wyjścia Kaltenleutgebener Bahn, która jest już używana tylko dla przewozów towarowych i wycieczek turystycznych. Dalsze zmiay polegału na budowie bocznic prowadzoncych od 1882 do browaru Liesing, przemysłowego centrum Liesing ("Liesing siding"), zakładów materiałów budowlanych i do handlu węglem.